# Baté
Baté is een plaats (község) en gemeente in het Hongaarse comitaat Somogy. Baté telt 859 inwoners (2001).